# فطيرة الراعي
فطيرة الراعي أو فطيرة الكوخ أو (حاشي بارمونتي -Hachis Parmentier) (بالإنجليزية: Shepherd's pie) هي فطيرة لحم مع طبقة من البطاطا المهروسة.
يعود تاريخ استخدام مصطلح «فطيرة الكوخ» إلى العام 1791، وذلك عندما استقدمت البطاطا إلى أوروبا كمحصول طعام في متناول الفقراء، إذ أن الكوخ هو المسكن المتواضع للعمال الريفيين.
في كتب الطبخ القديمة، عّرّف الطبق على أنه استخدام بقايا اللحم المشوي من أي نوع كان، بحيث تصف القطع في الطبق مع البطاطا المهروسة وطبقة أخرى من البطاطا المهروسة في الأعلى.
لم يستخدم مصطلح «فطيرة الراعي» إلا حتى عام 1877، ومنذ ذلك الحين استخدمت هذه التسمية كمرادف لفطيرة الكوخ بغض النظر عن كون المكون الأساسي هو لحم البقر أو الحمل والضأن. في الآونة الأخيرة، تستخدم تسمية «فطيرة الراعي» إذا كان المكون الأساسي هو لحم الحمل والضأن،
والنظرية في ذلك أن الراعي يُعنى أكثر بالأغنام، وليس قطعان الأبقار، (طالع تأثيل شعبي).

## اختلافات
- تصنع فطيرة «عيد سان ستيفن» من الدجاج الرومي وهام.[19]
- فطيرة كمبرلاند هي نسخة مشابهة، إلا أنه يوضع طبقة من البقسماط في الأعلى.[20]
- من الأطباق الإنجليزية الأخرى المماثلة «فطيرة السمك».
- ثمة نسخة نباتية تعرف باسم «فطيرة اللاراعي» وتصنع من فول الصويا أو من بدائل اللحوم (كالتوفو) أو البقول كالعدس أو الحمص
- في نيكاراغوا وتشيلي وبوليفيا والأرجنتين وأوروغواي، يوجد طبق مماثب يعرف بـ «باستيل البابا» وهو عبارة عن فطيرة بطاطا.
- في جمهورية الدومينيكان وبورتوريكو يعرف هذا الطبق بباستيل البابا وهو طبق يتكون من طبقة من البطاطا وطبقة أو اثنتين من اللحم تعلوها طبقة أخرى من البطاطا ثم طبقة من الجبن.
- في سوريا والأردن ولبنان، ثمة طبق مماثل يعرف باسم «صينية بطاطا» أو كبة بطاطا.
- في كيبك، هناك طبق مماثل يعرف باسم "pâté chinois" أي «الفطيرة الصينية».
- في روسيا، ثمة طبق شبيه من المطبخ الروسي يعرف ببودينغ البطاطا المخبوزة.
- في فرنسا ثمة طبق مماثل اسمه "hachis Parmentier"
- في البرازيل، الطبق الشبيه يعرف باسم "Escondidinho" أي «المخفي».
- في البرتغال، يوجد طبق شبيه اسمه "Empadão"، يتكون من طبقتين من البطاطا المهروسة وطبقة من لحم البقر المفروم بينهما.
- في البلدان المنخفضة، ثمة طبق مماثل اسمه "Filosoof".
- في فنلندا، يعرف طبق مماثل باسم "lihaperunasoselaatikko"، يتكون من لحم مفروم (خليط من لحم الخنزير ولحم البقر مع البطاطا المهروسة.

## روابط خارجية
- وصفات نباتية
- فطيرة الراعي بالبطاطا الحلوة